# Turn To You
"Turn to You" is een lied van de vrouwelijke popgroep The Go-Go's. Het werd opgenomen in 1983 en in juni 1984 uitgebracht als tweede single van het derde album Talk Show. In thuisland Amerika behaalde het de 32e plaats in de Billboard Hot 100 en in Canada tot nr.95.

## Achtergrond
Het lied is geschreven door Charlotte Caffey en Jane Wiedlin en gaat over honkballer Bob Welch met wie Caffey ooit een relatie had.
Mary Lambert en Chris Gabrin, regisseerden de bijbehorende videoclip waarin de hoofdrol was weggelegd voor acteur  Rob Lowe die op het punt van doorbreken stond. De Go-Go's zijn in dubbelrollen te zien als feestende tieners op een typische jaren zestig-dansavond, en als liveband bestaande uit mannen in pakken. Alleen drumster Gina Schock draagt een bonte jurk op het podium en jongenskleren in het publiek.

## Noteringen
| Chart (1984)               | Peak position |
| -------------------------- | ------------- |
| Canada RPM Top 100 Singles | 95            |
| U.S. Billboard Hot 100     | 32            |